# Danuta Konieczka-Śliwińska
Danuta Konieczka-Śliwińska – polska historyk, dr hab. nauk humanistycznych, profesor uczelni  na Wydziale Historii Uniwersytetu im. Adama Mickiewicza w Poznaniu, Honorowy Obywatel Mogilna.

## Życiorys
W 1994 ukończyła studia historyczne na Uniwersytecie im. Adama Mickiewicza, 6 listopada 2000 obroniła pracę doktorską Retoryka we współczesnych szkolnych podręcznikach historii, 5 grudnia 2011 habilitowała się na podstawie pracy zatytułowanej Edukacyjny nurt regionalizmu historycznego w Polsce po 1918 roku. Konteksty - koncepcje programowe - realia. W 2017 r.  otrzymała nominację na stanowisko profesora nadzwyczajnego na UAM.
W 2000 r. została zatrudniona na stanowisku adiunkta w Instytucie Historii na  Wydziale Historycznym Uniwersytetu im. Adama Mickiewicza w Poznaniu. W latach 2012–2019 pełniła funkcję zastępcy dyrektora Instytutu Historii UAM ds. dydaktycznych. Od 1 października 2019 r., po likwidacji Instytutu Historii pracuje na Wydziale Historii Uniwersytetu im. Adama Mickiewicza.
Jest ekspertem Polskiej Komisji Akredytacyjnej w dziedzinie nauk humanistycznych w dyscyplinie historia.
Została wybrana na członka Komitetu Nauk Historycznych PAN na kadencję 2020–2023.

## Obszar zainteresowań naukowych
- historia regionalna (odnosząca się zwłaszcza do dziejów Kujaw i Wielkopolski)
- szeroko rozumiane problemy edukacji historycznej i obywatelskiej (w wymiarze historycznym, teoretycznym i praktycznym)
- dzieje dydaktyki historii i dydaktyki szkoły wyższej
- relacje polsko-czeskie w świetle szkolnych podręczników historii
- dzieje regionalizmu polskiego i związanej z nim edukacji regionalnej na przestrzeni XX i XXI wieku
- upowszechnianie wiedzy historycznej

## Najważniejsze publikacje
Monografie
- Retoryka we współczesnych szkolnych podręcznikach historii. Wyd. Instytut Historii UAM, Seria: Publikacje Instytutu Historii (nr 43), Poznań 2001, s. 224
- Benedyktyni mogileńscy. Zarys dziejów, życie codzienne, duchowość i kultura. Wyd. Rys. Poznań 2004, ss. 176; wydanie II poprawione Poznań 2005, ss. 176
- Ks. Stanisław Kozierowski – proboszcz parafii skórzewskiej (1910-1929). Wyd. Przemkodruk. Skórzewo 2010, ss. 84
- dobór i opracowanie kazań [w:] Ks. Stanisław Kozierowski, Wybór kazań. Wyd. PTPN. Poznań 2010, ss. 123
- Edukacyjny nurt regionalizmu historycznego w Polsce po 1918 roku. Wyd. Instytut Historii UAM. Poznań 2011, ss. 502

Podręcznik akademicki
- (współautorstwo z E. Chorąży i S. Roszakiem), Edukacja historyczna w szkole. Teoria i praktyka. Wyd. Naukowe PWN, Warszawa 2008, ss. 402

Redakcje prac zbiorowych
- Non omnis moriar. Katolicki cmentarz  w Mogilnie. Wyd. Rys, Poznań 2006, ss. 164
- Wybór źródeł do dziejów gimnazjum i liceum w Trzemesznie. Wyd. Bograf, Poznań 2006, ss. 240
- Mogilno w Powstaniu Wielkopolskim (1918-1919). Wyd. Jasart Studio, Poznań 2008, ss. 242
- Dziedzictwo kulturowe Ostrowa Tumskiego w Poznaniu. Podręcznik dla nauczycieli i edukatorów. Wyd. Centrum Turystyki Kulturowej TRAKT, Poznań 2012, ss. 376
- Film jako materiał pomocniczy w edukacji regionalnej. Materiały poseminaryjne dla nauczycieli i edukatorów. Wyd. Centrum Turystyki Kulturowej TRAKT, Poznań 2012, ss. 70
- Teatr w edukacji regionalnej najmłodszych. Materiały poseminaryjne dla nauczycieli i edukatorów. Wyd. Centrum Turystyki Kulturowej TRAKT, Poznań 2012, ss. 79
- (z M. Adamskim) Alma Mater Tremesnensis 1776-2011. Spisy dyrektorów, nauczycieli, pracowników i wychowanków Gimnazjum i Liceum im. Michała Kosmowskiego w Trzemesznie. Wyd. JASART Studio, Trzemeszno 2011, ss. 32
- (z J. Doboszem) „Powtórka przed…” Spotkania z historią dla uczniów szkół ponadgimnazjalnych. Wyd. Instytut Historii UAM,  tomy od I do XIII, Poznań 2008-2019
- Cmentarz Zasłużonych na Wzgórzu św. Wojciecha w Poznaniu. Propozycje metodyczne.  Wyd. Miejskie Posnania, Poznań 2013, ss. 177
- (z M. Machałek i S. Roszakiem) Bałtyk w edukacji historycznej. Studia i materiały. Wyd. Polskie Towarzystwo Historyczne, Szczecin 2014, ss. 245
- (z A. Pihan-Kijasową), Nie zgaśnie pamięć o waszej pracy. Założyciele Uniwersytetu Poznańskiego. Wyd. PTPN, Poznań 2016, ss. 198
- (z S. Roszak), HistorioZofia. Księga Jubileuszowa Zofii Teresy Kozłowskiej. Wyd. PTH,  Warszawa 2016, ss. 284
- (z I. Miedzińską), Badania jakościowe w regionalistyce. Wyd. Instytut Historii UAM, Poznań 2016, ss. 162
- (z J. Doboszem i P. Matusikiem), Instytut Historii Uniwersytetu im. Adama Mickiewicza w Poznaniu w latach 2006-2016. Wyd. Instytut Historii UAM, Poznań 2016, ss. 287
- (z M. Adamskim), Alma Mater Tremesnensis 1776-2017. Spisy dyrektorów, nauczycieli, pracowników i wychowanków Gimnazjum i Liceum im. Michała Kosmowskiego w Trzemesznie. Mały słownik biograficzny nauczycieli i wychowanków Szkoły. Wyd. JASART Studio, Trzemeszno 2016, ss. 120
- (z S. Machałek i S. Roszakiem), Bałtyk jako miejsce pamięci w edukacji historycznej. Wyd. PTH, Szczecin-Warszawa 2017, ss. 158
- (razem z M. Machałek), Przełomowe wydarzenia historyczne we współczesnych polskich i czeskich podręcznikach szkolnych / Historické mezníky v současných polských a českých školních učebnicích, Wyd. Instytut Historii UAM, Poznań 2018, ss. 380
- (razem z K. Balbuzą, J. Doboszem, K. Kościelniak, P. Matusikiem), Historia na Uniwersytecie Poznańskim. Od Seminarium Historycznego do Instytutu Historii (1919-2019), Wyd. Instytut Historii UAM, Poznań 2019, ss. 426

## Członkostwa
- redaktor naczelny "Wiadomości Historycznych z Wiedzą o Społeczeństwie"[4]
- zastępca redaktora naczelnego "Przeglądu Wielkopolskiego"[5]
- wiceprezes Oddziału w Poznaniu Polskiego Towarzystwa Historycznego[6]
- prezes Wielkopolskiego Stowarzyszenia Wychowanków Gimnazjum i Liceum im. Michała Kosmowskiego w Trzemesznie[7]
- przewodnicząca Rady Muzeum Martyrologicznego w Żabikowie[4]
- członek Rady Międzynarodowego Centrum Edukacji o Auschwitz i Holokauście przy Państwowym Muzeum Auschwitz-Birkenau w Oświęcimiu[4]
- wiceprzewodnicząca  Olimpiady Historycznej Juniorów, przewodnicząca Komitetu Okręgowego tej Olimpiady w Poznaniu[8]
- członek Rady Naukowej Olimpiady Historycznej dla Szkół Ponadpodstawowych[9]

## Odznaczenia
- Odznaka honorowa „Za zasługi dla województwa wielkopolskiego” (2025)[10]